# Mike Conley
Michael »Mike« Alex Conley starejši, ameriški atlet, * 5. oktober 1962, Chicago, Illinois, ZDA.
Conley je v troskoku nastopil na poletnih olimpijskih igrah v letih 1984 v Los Angelesu, 1992 v Barceloni in 1996 v Atlanti. Leta 1992 je osvojil naslov olimpijskega prvaka, leta 1984 podprvaka, leta 1996 pa je bil četrti. Na svetovnih prvenstvih je v isti disciplini osvojil naslov svetovnega prvaka leta 1993, podprvaka leta 1987 in bron leta 1991, še en bron pa je osvojil leta 1983 v skoku v daljino. V troskoku je v letih 1987 in 1989 postal dvakratni zaporedni svetovni dvoranski prvak, zmagal je tudi na Panameriškah igrah leta 1987. Njegov osebni rekord v troskoku je 17,87 m iz leta 1987.
Njegov brat Steve Conley je nekdanji igralec ameriškega nogometa, sin Mike Conley mlajši pa je košarkar v ligi NBA.